# Aplidium abditum
Aplidium abditum är en sjöpungsart som beskrevs av Kott 2006. Aplidium abditum ingår i släktet Aplidium och familjen klumpsjöpungar. Inga underarter finns listade i Catalogue of Life.